# Estación Domingo de Oro
Domingo de Oro es una estación ferroviaria ubicada en la localidad de Villa del Salvador, Departamento Angaco, Provincia de San Juan, República Argentina.

## Servicios
Actualmente, presta servicios de la empresa de cargas Trenes Argentinos Cargas. 

## Historia
En el año 1885 fue inaugurada la estación, por parte del Ferrocarril Buenos Aires al Pacífico, en el ramal de Cañada Honda hasta la estación Albardón.